# 프리부르 대학교

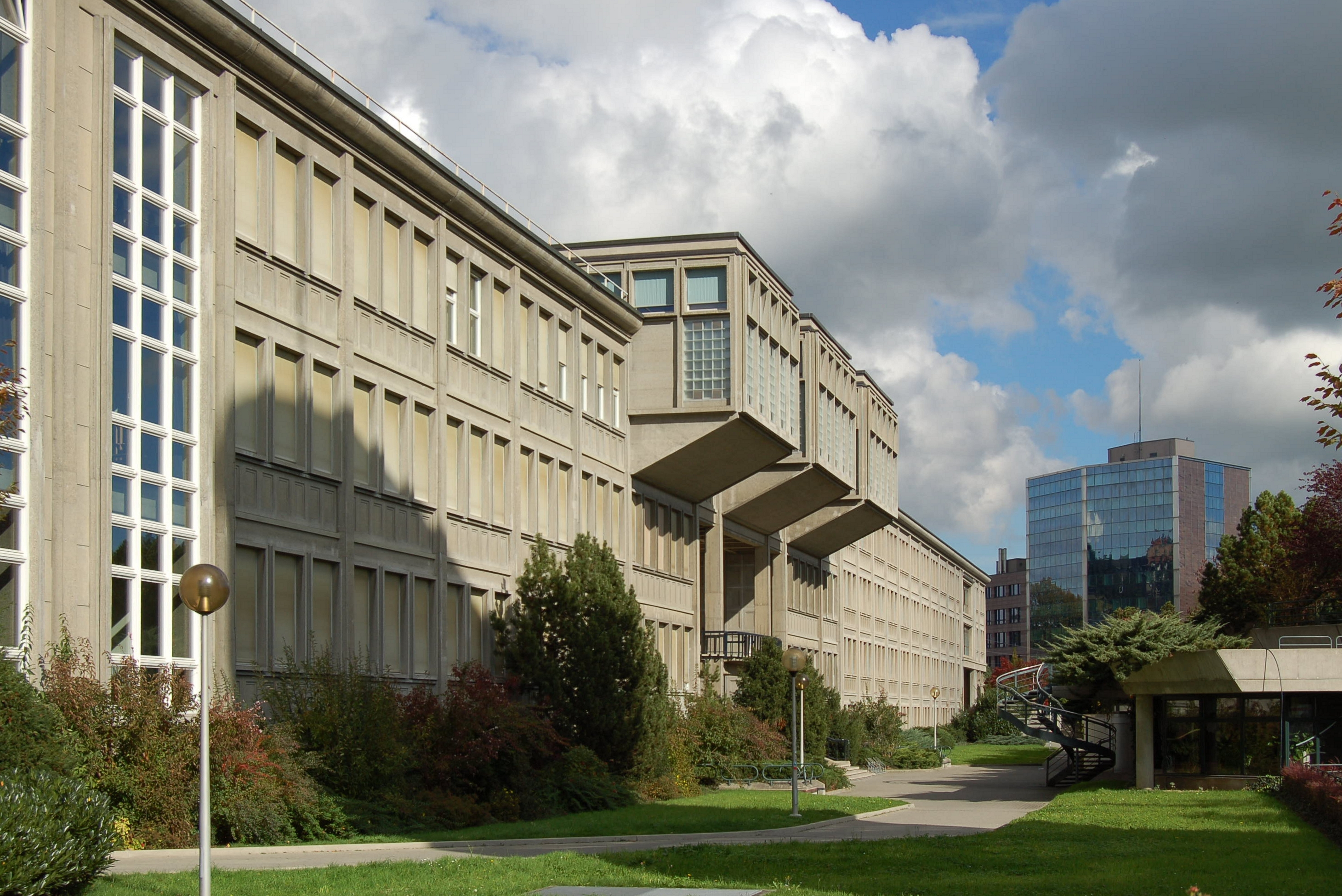

프리부르 대학교(University of Fribourg, Université de Fribourg)는 스위스의 공립 대학교이다. 프리부르에 위치해 있다. 프리부르는 스위스에서 프랑스어권과 독일어권이 나뉘는 경계 지역으로 프랑스어 사용 비율이 70%이고 독일어 사용 비율이 30%이다. 프리부르 대학교는 스위스에서 유일하게 이중 언어를 사용하는 대학으로 프랑스어 비율이 40%, 독일어 비율이 60%를 차지한다. 일부 교과목은 영어로 수업이 진행된다.